# Исаенки
Исаенки (мар. Исай почиҥга) — деревня в Сернурском районе Республики Марий Эл. Входит в состав городского поселения Сернур.

## География
Находится в северо-восточной части республики Марий Эл у северной границы районного центра посёлка Сернур.

## История
Известна с 1884 года как деревня Печмаш с 9 дворами и 51 жителем (мари). В 1926 году в 11 хозяйствах проживал 51 житель, в 1930 — 59 человек. В 1975 году числилось 9 хозяйств, 33 жителя. В 2005 году отмечено было 13 домов. В советское время работали колхозы «Трактор» и «Коммунар».

## Население
Население составляло 23 человека (мари 91 %) в 2002 году, 21 в 2010.

## Известные уроженцы
Эпанаева Анастасия Васильевна (1911—1981) — советский педагог. Директор Обшиярской (1941―1946), Эмековской (1946―1952), Карайской (1952―1956), учитель русского языка и литературы и завуч по учебно-воспитательной работе Помарской средней школы Волжского района Марийской АССР (1956―1970). Заслуженный учитель школы РСФСР (1960). Член ВКП(б) с 1951 года.